# Marie-Agnes Strack-Zimmermann

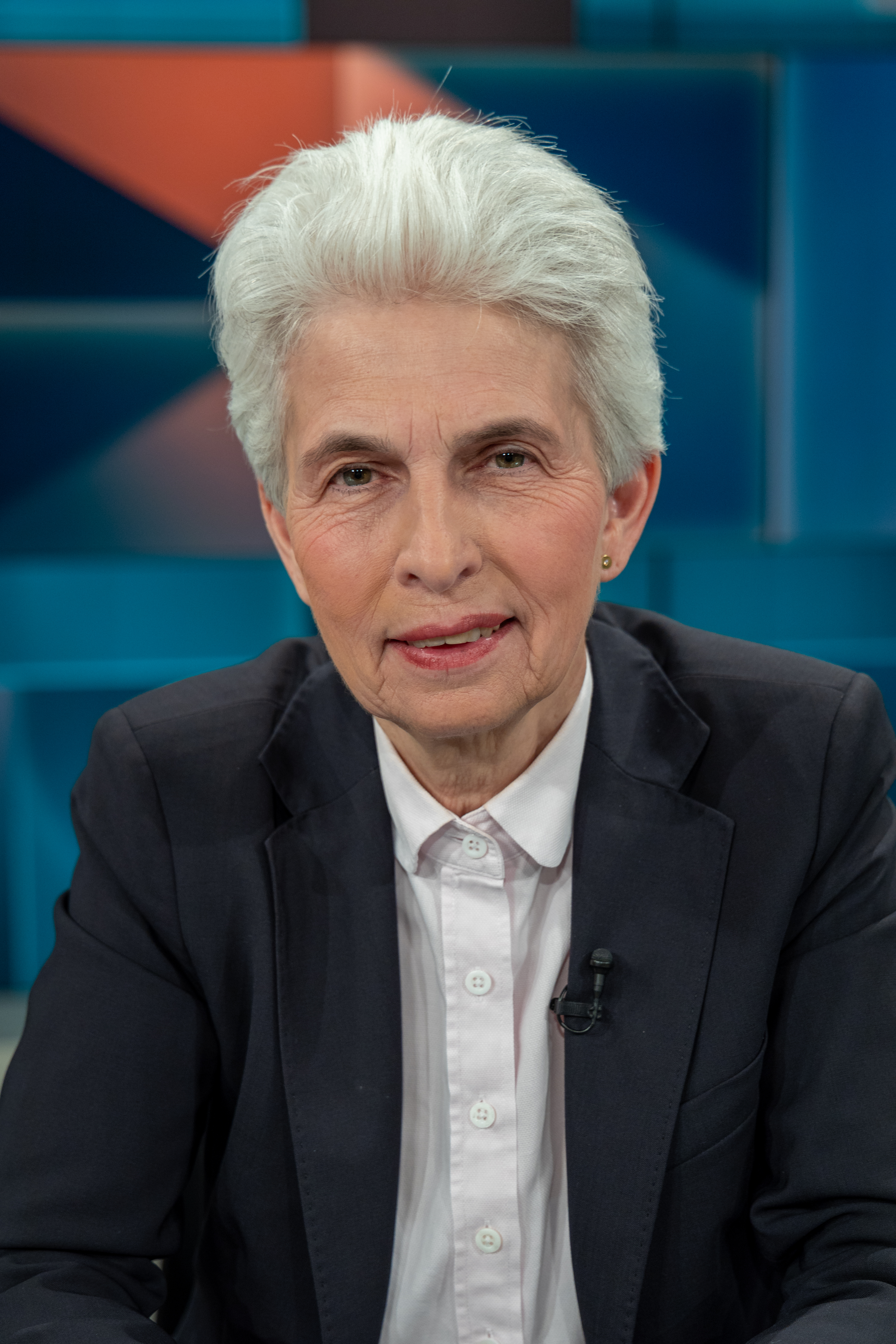
Marie-Agnes Strack-Zimmermann (2024)

Marie-Agnes Strack-Zimmermann (* 10. März 1958 in Düsseldorf als Marie-Agnes Jahn) ist eine deutsche Politikerin (FDP). Sie ist Mitglied des FDP-Präsidiums und Mitglied des Europäischen Parlaments. Dort ist sie Vorsitzende des Ausschusses für Sicherheit und Verteidigung (SEDE) und Mitglied des Vorstands der liberalen Renew-Fraktion. Von 2008 bis 2014 war sie Erste Bürgermeisterin und damit Stellvertreterin des Oberbürgermeisters von Düsseldorf. Von 2017 bis 2024 war sie Mitglied des Deutschen Bundestags und dort von 2021 bis 2024 Vorsitzende des Verteidigungsausschusses. Als Spitzenkandidatin ihrer Partei und der Europapartei ALDE wurde sie bei der Europawahl 2024 in das Europäische Parlament gewählt.

## Leben
Sie wurde 1958 als Tochter des Volkswirts und Bankmanagers Wolfgang Jahn (1918–2005) und dessen Frau Maria Gabriele, geb. Beck (1924–2018), in Düsseldorf geboren. Sie machte 1978 ihr Abitur am Mataré-Gymnasium in Meerbusch. Anschließend studierte sie bis 1983 Publizistik, Politikwissenschaft und Germanistik an der Ludwig-Maximilians-Universität München (LMU) und schloss ihr Studium mit dem Magister artium ab. 1986 wurde sie an der LMU mit der dort eingereichten Arbeit Bilder aus Amerika: Eine zeitungswissenschaftliche Studie über die USA-Berichterstattung im Zweiten Deutschen Fernsehen (ZDF) zum Dr. phil. promoviert. Danach war Strack-Zimmermann von 1989 bis 2008 als selbstständige Verlagsrepräsentantin für den Nürnberger Jugendbuchverlag Tessloff tätig, für den sie Buchhandlungen in Nordrhein-Westfalen und im nördlichen Rheinland-Pfalz betreute.
Sie ist mit dem Verlagsvertreter Horst Strack-Zimmermann (* 1941) verheiratet und hat drei erwachsene Kinder (eine Tochter und zwei Söhne). Strack-Zimmermann ist Großmutter und hat drei Enkelkinder. Sie bezeichnet sich als gläubige Katholikin.

### Politische Karriere

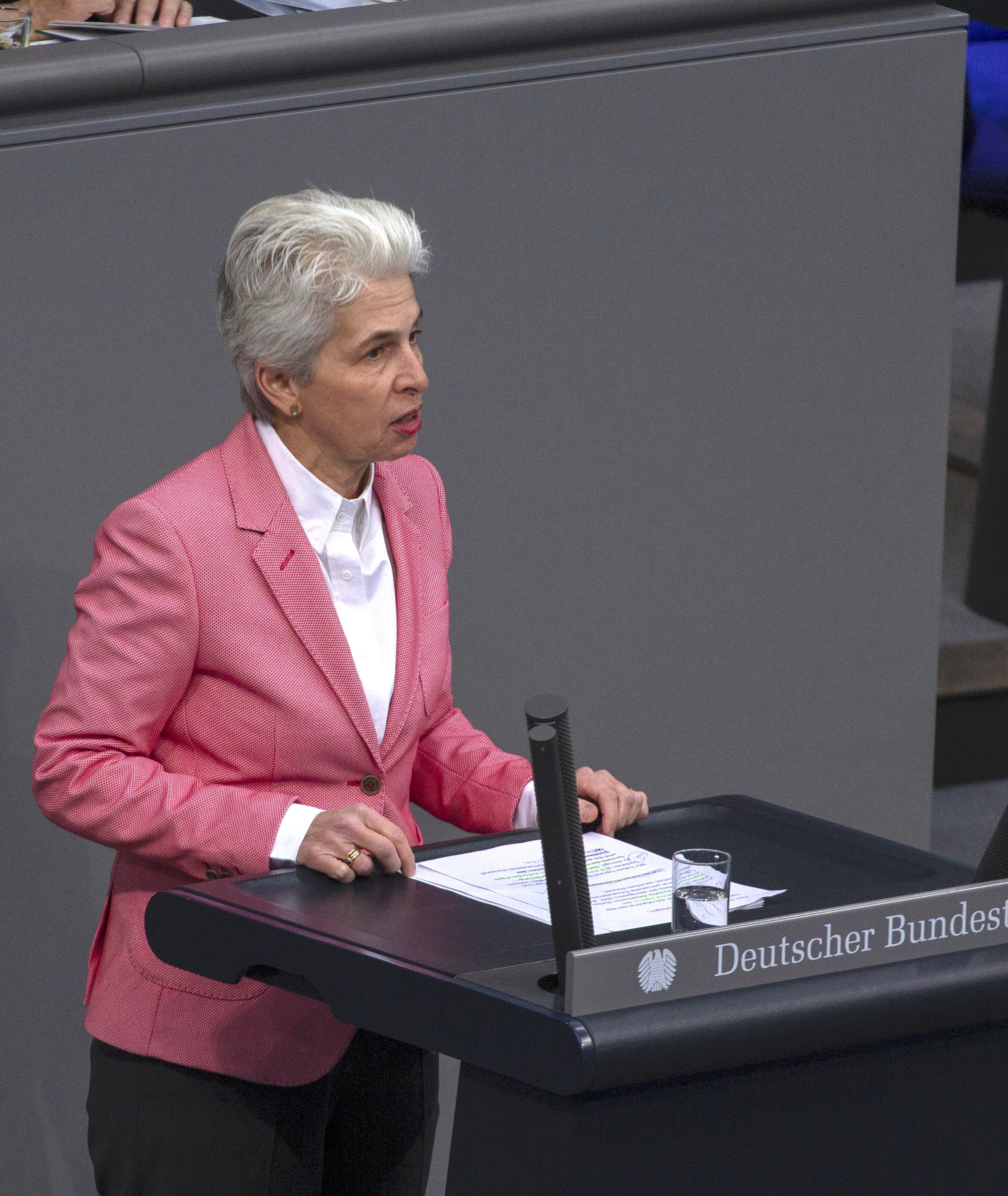
Marie-Agnes Strack-Zimmermann (2019 im Deutschen Bundestag)

Strack-Zimmermann ist seit 1990 Mitglied der FDP und war von 2014 bis 2024 Vorsitzende des FDP-Kreisverbandes Düsseldorf. Zuvor war sie bereits stellvertretende Kreisvorsitzende.
Von 2013 bis 2019 war sie stellvertretende Vorsitzende der FDP-Bundespartei. Als solche war sie für die Themen Kommunales, Soziales und Gesundheit verantwortlich. Seit 2019 ist sie auf Vorschlag des FDP-Vorsitzenden Christian Lindner Beisitzerin im Bundesvorstand der FDP.
Seit März 2022 ist sie gewählte Beisitzerin im Bezirksvorstand des FDP-Bezirksverbandes Düsseldorf. In ihrer Funktion als Mitglied des FDP-Präsidiums und -Bundesvorstandes ist Strack-Zimmermann kraft ihres Amtes kooptiertes Mitglied im Landesvorstand der FDP Nordrhein-Westfalen. Von September 2023 bis Juli 2024 war Strack-Zimmermann in ihrer Funktion als Spitzenkandidatin der FDP zur Europawahl 2024 Gast im FDP-Präsidium. Seit Juli 2024 ist sie als Leiterin der FDP-Delegation im Europäischen Parlament wieder Mitglied des FDP-Präsidiums.
Sie wurde auf dem Europaparteitag der FDP am 28. Januar 2024 in Berlin offiziell zur Spitzenkandidatin gewählt.

#### Kommunalpolitik in Düsseldorf
Von 1999 bis 2004 war sie Bezirksvertreterin in der Bezirksversammlung im Stadtbezirk 7 (Düsseldorf). Von der Kommunalwahl 2004 bis 2023 war sie Mitglied im Rat der Stadt Düsseldorf. Von 2005 bis 2009 war sie Vorsitzende der Ratsfraktion der dortigen FDP, von 2009 bis 2014 stellvertretende Fraktionsvorsitzende. Von 2008 bis 2014 war sie Erste Bürgermeisterin und Stellvertreterin des Oberbürgermeisters der Landeshauptstadt Düsseldorf. Vom 26. Mai 2014 bis zum 25. September 2017 war sie wieder Vorsitzende der FDP-Ratsfraktion. Ebenso war sie von 2009 bis 2014 stellvertretende Vorsitzende der Landschaftsversammlung Rheinland. Von 2014 bis 2018 war sie dort stellvertretende Vorsitzende der FDP-Fraktion. Am 1. Juni 2018 gab sie aufgrund ihres Bundestagsmandats ihr Mandat in der Landschaftsversammlung Rheinland ab. Strack-Zimmermann gehört der FDP-Fraktion in der Landschaftsversammlung Rheinland und dem Fraktionsvorstand weiter als sachkundige Bürgerin und stellvertretendes Mitglied im Finanzausschuss, im Krankenhausausschuss 2 und im Ausschuss für Personal und allgemeine Verwaltung an. Bei den Kommunalwahlen 2020 kandidierte sie als Oberbürgermeisterkandidatin für die FDP in Düsseldorf. Hierbei erzielte die FDP in Düsseldorf bei der Ratswahl mit 9,2 % der Stimmen das zweitbeste Ergebnis seit 1964 und das beste Ergebnis aller kreisfreien Städte in NRW. Strack-Zimmermann selbst erzielte bei der Oberbürgermeisterwahl ein Ergebnis von 12,52 % der Stimmen. Mit Wirkung zum 1. Februar 2023 legte sie ihr Ratsmandat nieder.

#### FDP-Bundestagsabgeordnete  (2017–2024)
Bei der Bundestagswahl 2017 war Strack-Zimmermann Direktkandidatin im Wahlkreis Düsseldorf I. In ihrem Wahlkreis erzielte die FDP mit 19,7 % der Zweitstimmen das deutschlandweit beste Zweitstimmenergebnis für die Freien Demokraten. Strack-Zimmermann zog über Listenplatz 2 der Landesliste der FDP Nordrhein-Westfalen in den 19. Deutschen Bundestag ein.
Im 19. Deutschen Bundestag (2017–2021) war Strack-Zimmermann ordentliches Mitglied des Verteidigungsausschusses, ordentliches Mitglied des Ausschusses für Bau, Wohnen, Stadtentwicklung und Kommunen sowie stellvertretendes Mitglied des Innenausschusses. Für die Fraktion der Freien Demokraten im Deutschen Bundestag war Strack-Zimmermann verteidigungspolitische Sprecherin und Sprecherin für Kommunalpolitik. Ebenso war sie Vorsitzende der Arbeitsgruppe (AG) Verteidigung und der AG Kommunalpolitik der Fraktion sowie Mitglied der AG Bau, Wohnen, Stadtentwicklung und Kommunen.
Strack-Zimmermann war außerdem seit Januar 2019 Mitglied im ersten Untersuchungsausschuss des Verteidigungsministeriums, der auf Antrag von FDP, Grünen und Linken zur Aufklärung der sogenannten „Berateraffäre“ im Bundesverteidigungsministerium eingesetzt wurde.
Strack-Zimmermann ist des Weiteren Mitglied der Parlamentarischen Versammlung der NATO.
Für die Bundestagswahl 2021 wurde sie von der FDP Düsseldorf im Wahlkreis Düsseldorf I (106) erneut als Direktkandidatin nominiert. Dabei erreichte sie als Viertplatzierte 13,9 % der Erststimmen und verfehlte ein Direktmandat. Auch kandidierte sie wieder für die FDP Nordrhein-Westfalen auf Platz 2 der Landesliste. Über diese zog sie zum zweiten Mal in den Bundestag ein. Entgegen dem Bundestrend konnte die FDP in Strack-Zimmermanns Wahlkreis das Zweitstimmenergebnis jedoch nicht steigern; sie büßte im Vergleich zur Wahl 2017 3,8 Prozentpunkte ein. Insgesamt verlor die FDP in NRW bei den Zweitstimmen im Vergleich zur Bundestagswahl 2017 jedoch ebenso 1,7 Prozentpunkte. Das Zweitstimmenergebnis der FDP im Wahlkreis von Strack-Zimmermann war NRW-weit das beste Zweitstimmenergebnis für die FDP.
Im 20. Deutschen Bundestag war Strack-Zimmermann ordentliches Mitglied des Verteidigungsausschusses und stellvertretendes Mitglied des Innenausschusses. Sie wurde am 15. Dezember 2021 in der konstituierenden Sitzung des Verteidigungsausschusses des Deutschen Bundestages auf Vorschlag der FDP-Bundestagsfraktion mit 94,74 % der abgegebenen Stimmen aller ordentlichen Mitglieder zur Ausschussvorsitzenden gewählt. Aufgrund ihrer Wahl in das Europäische Parlament legte sie ihren Vorsitz mit Wirkung zum 12. Juni 2024 nieder. Ihr folgte Marcus Faber nach.
Sie reiste am 12. April 2022, zu einem frühen Zeitpunkt nach Beginn des russischen Angriffskrieges auf die Ukraine, gemeinsam mit Michael Roth (SPD), dem Vorsitzenden des Auswärtigen Ausschusses, und Anton Hofreiter (Bündnis 90/Die Grünen), dem Vorsitzenden des EU-Ausschusses, als erste hochrangige Vertreter des Bundestages nach Lwiw (Lemberg) in die Westukraine. Sie führten dort Gespräche mit mehreren hochrangigen Vertretern des ukrainischen Parlaments, besuchten ein Krankenhaus mit Verwundeten des Krieges und eine von Russland zerstörte Raffinerie.
Nach dem Einzug ins Europaparlament legte sie zum 15. Juli 2024 ihr Bundestagsmandat nieder, Nachrücker war Fabian Griewel.

#### Koalitionsverhandlungen 2017 und 2021
Bei den schlussendlich gescheiterten Sondierungsgesprächen nach der Bundestagswahl 2017 zwischen CDU, CSU, FDP und Bündnis 90/Die Grünen über eine Jamaika-Koalition gehörte Strack-Zimmermann als stellvertretende FDP-Bundesvorsitzende zum Kernverhandlungsteam. Sie kritisierte im Anschluss an die Gespräche, dass Bundeskanzlerin Merkel die FDP bei den Sondierungsgesprächen nicht ernst genommen habe und dies einer von vielen Gründen gewesen sei, dass die FDP die Gespräche abgebrochen habe.
Bei den Verhandlungen zur Ampelkoalition zwischen SPD, Bündnis 90/Die Grünen und FDP nach der Bundestagswahl 2021 leitete Strack-Zimmermann von Seiten der FDP die Arbeitsgruppe „Gute Lebensverhältnisse in Stadt und Land“ und war als Verteidigungspolitikerin Teil der Arbeitsgruppe „Außen, Sicherheit, Verteidigung, Entwicklung, Menschenrechte“.

#### FDP- und ALDE-Spitzenkandidatin zur Europawahl 2024
Im April 2023 sprachen sich die Landesvorsitzenden der FDP einstimmig für Strack-Zimmermann als Spitzenkandidatin der Freien Demokraten für die Wahlen zum Europäischen Parlament im Juni 2024 aus. Am 20. April 2023 nominierte der FDP-Bundesvorstand sie einstimmig als Spitzenkandidatin. Auf dem FDP-Bundesparteitag 2023 betonte Strack-Zimmermann in ihrer Rede, dass mit dieser Nominierung für sie ein persönlicher Wunsch in Erfüllung gehe. Laut eigener Aussage schlug Strack-Zimmermann die Kandidatur dem Parteivorsitzenden Christian Lindner selbst vor. Auf dem Europaparteitag der FDP in Berlin am 28. Januar votierten 553 Delegierte bei 50 Gegenstimmen und 10 Enthaltungen, d. h. über 90 Prozent der Delegierten, für ihre Nominierung als Spitzenkandidatin. Am 20. März 2024 wurde sie zudem zur Spitzenkandidatin der Europapartei Allianz der Liberalen und Demokraten für Europa gewählt, der die FDP angehört.

#### Europawahl 2024
Bei der Europawahl 2024 am 9. Juni 2024 erhielt die FDP 5,2 % der Stimmen in Deutschland, was einem leichten Minus von 0,2 Prozentpunkten entsprach. Aufgrund der gestiegenen Wahlbeteiligung erhielt die FDP jedoch insgesamt 31.863 Stimmen mehr als 2019. Die FDP konnte ihre fünf Mandate im Europäischen Parlament halten, Strack-Zimmermann errang als Spitzenkandidatin eines dieser Mandate und gehört seit dem 16. Juli erstmals dem Europäischen Parlament an. In ihrer Heimatstadt Düsseldorf erhielt die FDP mit 11,2 % das deutschlandweit beste regionale Ergebnis.

## Politische Positionen

### Europapolitik
Strack-Zimmermann sprach sich – wie die gesamte FDP – während des Wahlkampfs zur Europawahl 2024 deutlich gegen eine europaweite Vergemeinschaftung von Staatsschulden aus. Das Projekt NextGenerationEU, eine gemeinsame Schuldenaufnahme zur Abfederung der Auswirkungen der Corona-Pandemie, müsse eine einmalige Sache bleiben.
Die gewählten Mitglieder der FDP um Strack-Zimmermann verweigerten Ursula von der Leyen – zusammen mit 10 weiteren Abgeordneten der europäischen ALDE-Fraktion – auf den letzten Metern ihre Stimmen zur Wahl zur Kommissionspräsidentin, da diese weitere gemeinsame europäische Schulden bis zuletzt nicht ausschließen wollte. Dies führte zu einer erheblichen Kontroverse in der deutschen Öffentlichkeit.

### Kommunalpolitik
Strack-Zimmermann setzt sich für klimaneutrale Kommunen bis 2035 ein. Sie ist für eine grundlegende Reform der Gemeindefinanzen und gegen eine flächendeckende Rekommunalisierung sowie gegen Verstaatlichung aller kommunalen Aktivitäten. Strack-Zimmermann fordert die Einhaltung des Konnexitätsprinzips, durch das der Bund für jede finanzielle Aufgabe, die er den Kommunen überträgt, auch gleichzeitig einen Lösungsvorschlag mitzuliefern hat, damit die Kommunen diese Aufgaben bewältigen können. Strack-Zimmermann lehnt eine Mietpreisbremse ab. Stattdessen will sie den Neubau von Wohnungen attraktiver machen und u. a. die jährliche Abschreibungsrate für Gebäude von 2 % auf 3 % erhöhen. Das von ihr in Düsseldorf mit entwickelte „Handlungskonzept Wohnen“ mit einer Mischung aus sozialem, preisgedämpftem und freiem Wohnraum möchte Strack-Zimmermann für die Bundesebene weiterentwickeln.

### Verteidigungspolitik
Strack-Zimmermann bekennt sich eindeutig zur Mitgliedschaft Deutschlands in der NATO und zur Beibehaltung des Zwei-Prozent-Ziels. Sie befürwortet seit dem Beginn des russischen Überfalls auf die Ukraine am 24. Februar 2022 die Lieferung schwerer Waffen in die Ukraine. Eine ähnliche Forderung des Grünen-Politikers Robert Habeck hatte sie im Mai 2021 kritisiert.
Am 21. Februar 2024 stimmte sie als einzige Koalitionsabgeordnete für einen Antrag der Unionsfraktion, in dem Bundeskanzler Olaf Scholz explizit aufgefordert wurde, der Ukraine Marschflugkörper des Typs Taurus zu liefern. Der Antrag scheiterte an den Gegenstimmen der übrigen Ampelkoalition im Bundestag; der Kanzler verweigerte diese Hilfeleistung ausdrücklich. Am selben Tag stimmte Strack-Zimmermann auch für einen Antrag der Regierungsfraktionen, in dem die Lieferung „weitreichender Waffen“ gefordert wurde, ohne diese zu definieren; dieser Antrag erhielt die notwendige Mehrheit. Am 24. April 2024 forderte sie erneut Taurus-Lieferungen an die Ukraine.
Strack-Zimmermann fordert eine grundlegende Reform des Beschaffungsamtes der Bundeswehr (BAAINBw), eine verbesserte Ausstattung der Bundeswehr und eine neue Struktur des Bundesverteidigungsministeriums. Dabei will sie die Position des Generalinspekteurs stärken. Dieser soll als Teil der Hausleitung auf Augenhöhe mit den beamteten Staatssekretären agieren und in alle Fragen von Planung und strategischer Vorbereitung sowie Führung federführend mit eingebunden sein.
Die Arbeitsfähigkeit des obersten Militärs müsse durch einen neu zu schaffenden Generalführungsstab verbessert werden, dem ein Chef des Stabes sowie die Inspekteure der Teilstreitkräfte und militärischen Organisationsbereiche angehören. Deren Zahl ließe sich von sechs auf fünf verringern, wenn man die Sanität in die Streitkräftebasis eingliedere. Der Stab sei laut Strack-Zimmermann eine international und bei den NATO-Partnern bewährte und verbreitete Institution und solle alle Aufgaben der bisherigen militärischen Abteilungen im Ministerium abdecken. Dieses soll insgesamt neu konzipiert werden und sich wieder auf seine Kernaufgaben im politisch-strategischen Bereich konzentrieren.
Das Wehrressort müsse sowohl organisatorisch als auch personell gestrafft und von 2500 auf 2000 Dienstposten reduziert werden. Einer von zwei Parlamentarischen Staatssekretären soll eingespart, die Abteilung Recht geschrumpft werden, der Stab Revision und Organisation in einer neuen Zentralabteilung aufgehen. Externe Beratungsleistungen seien auf ein notwendiges Maß zu reduzieren.
Wie dpa meldete, forderte Strack-Zimmermann am 31. Mai 2022 im Interview mit der Leiterin des RND-Hauptstadtbüros Eva Quadbeck, dass die Bundeswehr neu ausgerichtet werde mit einer konfrontativen Stellung gegenüber Russland als Feindbild: „Was wir brauchen – das mag martialisch klingen – Sie brauchen, um aus Sicht der Bundeswehr zu agieren, ein Feindbild“.

## Kontroversen
Kontrovers diskutiert wurde ihr Auftritt bei der Verleihung des Orden wider den tierischen Ernst in Aachen im Februar 2023. Dabei kritisierte Strack-Zimmermann einige Politiker in einem kabarettistischen Gedicht in karnevalistischer Manier. So bezeichnete sie den ebenfalls anwesenden Friedrich Merz als „Flugzeugzwerg aus dem Mittelstand“, eine Anspielung auf dessen Anreise zu Christian Lindners Hochzeit per Geschäftsreiseflugzeug, und „nur schwerlich zu ertragen“. Außerdem traf sie zum Beispiel im Hinblick auf Merz’ Äußerungen zur Silvesternacht 2022/23 und zum Russisch-Ukrainischen Krieg die Aussagen „Heißt ein Junge Ali und nicht Sascha, beschimpft er ihn als Grundschulpascha“ und „Wer vor dem Krieg geflohen ist, verhöhnt er als Sozialtourist“. Strack-Zimmermanns Auftritt erhielt sowohl positive als auch negative Resonanz.
Im Mai 2024 bezeichnete sie Bundeskanzler Olaf Scholz (SPD) als „krassen Rechthaber mit geradezu autistischen Zügen“. Nach Kritik bat sie die von Autismus Betroffenen um Verzeihung, entschuldigte sich jedoch nicht beim Bundeskanzler.

## Mitgliedschaften
Sie ist seit 2022 Vizepräsidentin der Deutschen Atlantischen Gesellschaft und ist Mitglied des Beirats der Bundesakademie für Sicherheitspolitik. Seit 2022 ist Strack-Zimmermann Vorsitzende des Stiftungsrates der Stiftung Lebendige Stadt. Sie ist ferner Vorsitzende des Kuratoriums der FOM Hochschule für Ökonomie und Management Düsseldorf, Mitglied des Rotary Clubs Düsseldorf-Karlstadt, Mitglied im Förderkreis der Mahn- und Gedenkstätte Düsseldorf e. V., sowie Mitglied bei Fortuna Düsseldorf 1895 e. V. Strack-Zimmermann ist außerdem Schirmherrin des Ambulanten Kinder- und Jugendhospizdienstes Düsseldorf.

## Rezeption
Der Verein Lobbycontrol kritisierte die Mitgliedschaften beim Förderkreis Deutsches Heer und der Deutschen Gesellschaft für Wehrtechnik, die sie 2023 beendet hat, als mit dem Vorsitz im Verteidigungsausschuss schlecht vereinbar. Beide Organisationen hätten eine große Nähe zur Rüstungsindustrie, die damit einen direkten Zugang zum Parlament erhalte. Im Mai 2022 äußerte sich der SPD-Abgeordnete Axel Schäfer, Strack-Zimmermann betreibe mit ihrer tagtäglichen Kritik an der Regierung eigentlich die Arbeit der Opposition und habe Verhandlungen mit Putin als sinnlos bezeichnet, während sich die Regierung um Verhandlungsmöglichkeiten bemüht habe. Michael Müller äußerte, dass Strack-Zimmermann durch ihren gemeinsam mit Anton Hofreiter und Michael Roth durchgeführten Besuch in der Ukraine und die danach gezeigte Emotionalität in der Sache die Debatte um den Ukrainekrieg in Deutschland unnötig verschärft habe.
Strack-Zimmermann erwiderte auf die Kritik zu ihren Mitgliedschaften u. a. in einem Gespräch mit dem Wochentester-Podcast von Kölner Stadtanzeiger und RedaktionsNetzwerk Deutschland: „Wir sind als Verteidigungsausschuss in Verantwortung, die Bundeswehr gut auszurüsten. Und wenn man auf diesen Ebenen nicht mehr diskutieren kann, wo soll man dann diskutieren?“ Im Wochentester-Podcast erklärte sie weiter: „Jeder, der das verknüpft nach dem Motto ‚Die Strack-Zimmermann findet Krieg ganz toll, weil jetzt die Wehrindustrie endlich Geld verdient und ihre Waffen verkauft‘ greift meine Integrität an.“

## Ehrungen

### Deutschland
- 2023 wurde sie von der Jüdischen Gemeinde Düsseldorf für ihr jahrelanges Engagement gegen Antisemitismus mit der Josef-Neuberger-Medaille geehrt.[68] Die Laudatio hielt Hape Kerkeling.[68]
- 2024 Negativpreis Sexist Man Alive der Zeitschrift Emma.[69]
- 2025 erhielt sie den Janusz-Korczak-Preis für Menschlichkeit der Europäischen Janusz-Korczak-Akademie.[70] Die Laudatio hielt Prof. Carlo Masala.[71]

### International
- Verdienstorden der Ukraine III. Klasse (2024)[72]

## Veröffentlichungen
- Bilder aus Amerika. Eine zeitungswissenschaftliche Studie über die USA-Berichterstattung im Zweiten Deutschen Fernsehen (ZDF). Lang, Frankfurt am Main [u. a.] 1987, ISBN 3-8204-0902-5 (Zugl.: München, Univ., Diss., 1986).
- Streitbar. Was Deutschland jetzt lernen muss. dtv, München 2022, ISBN 978-3-423-26346-7.